# Bambusa rigida
Pour les articles homonymes, voir Bambusa et Rigida.
Espèce
Bambusa rigida, le Bambou rigide est un bambou de la famille des Poaceae (graminées), avec des chaumes (tiges) de 5 à 12 m de hauteur et de 2 à 6 cm de diamètre, la partie haute légèrement arquée, originaire du bassin du Sichuan en Chine.
Le bambou rigide sert à fabriquer des échafaudages, divers outils et fournit aussi de la pâte à papier donnant un papier de qualité supérieure.

## Nomenclature et étymologie
L’espèce a été décrite et nommée Bambusa rigida par deux botanistes chinois Yi-Li Keng  et son fils Pai-Chieh Keng dans le Journal of the Washington Academy of Sciences 36(3): 81, f. 2, en 1946.
Le nom de genre Bambusa est un mot de latin scientifique obtenu par dérivation à partir de l’étymon de base Bambu, emprunté au portugais bambu, mambu (XVIe), lequel est emprunté au marathe et au guzrati, langues dravidiennes de la côte ouest de l’Inde.
L’épithète spécifique rigida est un mot latin rigidus, a, um signifiant « raide, rigide » (Gaffiot).
Le nom vulgaire chinois est 硬头黄竹 Yìngtóu huángzhú morph. « Bambou jaune à tête dure ».

## Synonymes
Synonymes hétérotypiques
La définition de ces synonymes vient de la différence de sensibilité individuelle entre les différents taxinomistes quant à la circonscription de l'espèce. Il y a un synonyme:
- Bambusa stipitata W.T.Lin, J. S. China Agric. Univ. 15(2): 77 (1994)

## Description
Le bambou rigide possède des chaumes (tiges) de 5 à 12 m de hauteur et de 2 à 6 cm de diamètre, avec la partie inférieure dressée (droite) et la partie supérieure légèrement arquée, avec des entrenœuds de 30 à 45 cm de longueur ; nœuds légèrement proéminents, parfois nœud basal avec un anneau de poils soyeux gris-blanc au-dessus de la cicatrice de la gaine ; se ramifiant à partir de la base ou du 2e nœud vers le haut.
Les rameaux font de 4 à 6 mm de diamètre. Les gaines des chaumes sont caduques, coriaces, avec un apex incliné vers l’extérieur ; les oreillettes sont brun foncé, la ligule de 2,5–3 mm, laciniée, frangée. Le limbe des feuilles est linéaire-lancéolé, de 7,5–18 cm de long sur 1–2 cm de large, le dessous est densément pubescent, le dessus glabre ou légèrement poilu près de la base.
Les rameaux florifères portent des pseudoépillets soit solitaires, soit groupés à chaque nœud ; les pseudo-épillets fertiles font 3–4,5 cm ; de 3 à 7 fleurons, précédés de plusieurs bractées gemmifères.

## Distribution et habitat
L’espèce est originaire de la Chine du Sud-Centre (bassin du Sichuan).
Elle a été introduite dans d’autres provinces de Chine.
Le bambou rigide est généralement cultivé le long des rivières et autour des villages du bassin du Sichuan. La température moyenne annuelle est d'environ 15–18° C[réf. souhaitée].

## Utilisations
Ses pousses de bambou sont amères et ne peuvent être mangées.
Échafaudages, outils
La partie inférieure du bambou rigide sert à fabriquer des échafaudages, des séchoirs et des poignées d’outils agricoles.[réf. nécessaire]
Fabrication du papier
Le bambou rigide est un bon matériau pour fabriquer du papier. Il est même classé dans la classe de bambou fournissant un papier de qualité supérieure.